# جوزيف تيلور
جوزيف تيلور (بالإنجليزية: Joseph Hooton Taylor, Jr)‏ فيزيائي ولد جوزيف هوتن تيلور  في 29 مارس 1941 بالولايات المتحدة الأمريكية.
حاز على جائزة نوبل للفيزياء عام 1993 بالمشاركة مع راسل هالس عن اكتشافهم لنوع جديد من النجوم النباضة أفسحت المجال لدراسة موجات الجاذبية.

## اقرأ أيضا
- راسل هالس
- نباض مزدوج 1913+16

## روابط خارجية
- جوزيف تيلور على موقع الموسوعة البريطانية (الإنجليزية)
- جوزيف تيلور على موقع مونزينجر (الألمانية)
- جوزيف تيلور على موقع إن إن دي بي (الإنجليزية)